# Heteromys salvini
Heteromys salvini is een zoogdier uit de familie van de wangzakmuizen (Heteromyidae). De soort komt voor in Midden-Amerika.

## Naamgeving
De wetenschappelijke naam van de soort werd voor het eerst geldig gepubliceerd door Oldfield Thomas in 1893.

## Verspreiding
Heteromys salvini leeft in droogbossen van zeeniveau tot op 1.500 meter hoogte. Het verspreidingsgebied loopt van Mexico tot het noordwesten van Costa Rica.

## Kenmerken
Heteromys salvini is ongeveer 13 cm lang en 50 gram zwaar. Op de rug en flanken zitten dunne, donkere stekels. Heteromys salvini heeft wangzakken. De vacht is donker- tot lichtgrijs of grijsbruin op de rug en wit op de buik en de voorpoten.

## Leefwijze
Dit knaagdier is nachtactief en het leeft op de bosbodem. Heteromys salvini is solitair. Fruit, zaden, paddenstoelen en insecten vormen het voedsel. Heteromys salvini is de voornaamste eter van de zaden van de guanacaste (Enterolobium cyclocarpum), de nationale boom van Costa Rica. Heteromys salvini bewoont holen met tunnels en meerdere kamers. Tussen januari en juni worden één of twee keer jongen geboren met gemiddeld vier jongen per worp. Heteromys salvini wordt in het wild over het algemeen maximaal een jaar oud.